# ドゥンケル

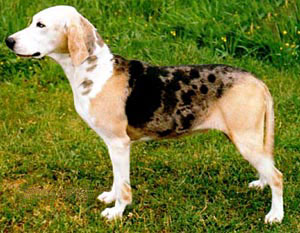

ドゥンケル（英：Dunker）は、ノルウェー原産のセントハウンド犬種のひとつである。別名はドゥンケル・シュトーヴァレ（英：DonkerStovare）、ドゥンケル・ハウンド（英：Donker Hound）、ノルウェイジアン・ドゥンケルフンド（英：Norwegian Dounkerhund）。

## 歴史
1820年代にヴィルヘルム・ドゥンケルというブリーダーによって作出された。ノルウェーに土着していたセントハウンド犬種と、ロシアから輸入したロシアン・ハーレクィン・ハウンドを掛け合わせることで作出された。尚、後に更なる改良のために同じくノルウェー原産のセントハウンド犬種であるヒューゲン・ハウンドの血が導入されたが、よい結果が出なかったため1934年に異種交配は禁止され、戻し交配などによりヒューゲンの血は取り除かれた。
主にウサギとノウサギを狩るために使われている。単独もしくは小規模なパックで猟を行い、獲物の臭いを追跡する。発見すると自らの手で獲物を仕留め、主人のもとへ咥えて持ち帰った。通常はウサギを仕留めると一羽ずつ運んで持ってくるが、沢山獲物が現れた場合はそうはせずに次々と仕留め、仕留め終わってから何羽かまとめて咥えて持ち運んだ。
ノルウェーでは知名度のある犬種だが、他の国では無名で飼育は行われていない。ほとんどの犬が実猟犬かショードッグとして飼育され、ペットとして飼われているものはあまり多くない。

## 特徴
均等の取れた筋肉質で引き締まった体つきをしている。頭部は小さめで首は短め、胸は深い。耳は垂れ耳、尾は飾り毛のない垂れ尾。コートはスムースコートだが、厚い二重構造になっていて寒さに強い。毛色はブラック・アンド・タンやブラック・アンド・ホワイトなどで、背中にはブルー・マールがかった特殊な色のサドルマーキングが入る。このサドルはロシアン・ハーレクィン・ハウンドから受け継いだ特徴である。大型犬サイズで、性格は知的で自信に満ちているが、主人家族に忠実である。しつけの飲み込み、状況判断力は共に優れ、身体能力も高い。力が強く、スタミナは多い。性格がきついわけではないが、生粋の猟犬種のため運動量が多く、初心者には飼いにくい犬種である。